# Monte Biaena
Il monte Biaena è una montagna delle Prealpi trentine alta 1.622 m. Si trova a ovest di Rovereto e ad est della val di Gresta. È ricoperto da una fitta vegetazione, prevalentemente composta da boschi di conifere e ceduo di faggio sul versante nord che scende verso passo Bordala mentre sul versante sud presenta formazioni rocciose tufacee che portano a considerare l'origine vulcanica del complesso montuoso. Sulla cima si trovano una croce, una cappella, la baita della sezione SAT Val di Gresta ed alcune trincee austro-ungariche risalenti alla prima guerra mondiale.

## Formazione rocciosa
Il monte Biaena appare come un rilievo dolce se visto da Rovereto e dalla Vallagarina ma se visto dalla Val di Gresta appare come una cima slanciata dalla forma aguzza. Il versante nord è ricoperto da un fitto bosco di conifere tranne per la zona detta "Le Laste", placche rocciose che scendono pendenti dalla cresta nord-est. A sud e ad est invece il panorama cambia radicalmente e il bosco fitto lascia spazio ad alcune pareti rocciose tufacee e calcaree di altezza interessante, solcate da alcuni ripidi canali che possono diventare mete interessanti di ascensioni invernali. Proprio la roccia tufacea e calcarea riporta ad un'origine del complesso di tipo vulcanica, le pareti che precipitano nel versante sud sono inoltre ricche di canalini che fanno pensare a camini vulcanici.

## Sentieri e ferrate
I sentieri più noti sono sei, ognuno particolare per le sue caratteristiche, dislivello, ambiente, presenza di tratti ferrati e sviluppo. 
Sul versante orientale, in corrispondenza della località Casa Grigolli, sulla strada Corniano-Passo Bordala, troviamo il sentiero Sat n.673 che, molto ripido, porta subito in quota, a circa 100m a nord della croce di sommità.
La cresta nord è percorsa da una ferrata molto semplice adatta a chi vuole approcciarsi alle ferrate. Il sentiero attrezzato SAT 0673 della "Ferrata del Somator" parte da malga Somator e si porta in cresta entro un bosco ceduo, poi per brevi e banali passaggi rocciosi raggiunge la massima elevazione del complesso in circa 1 ora e un quarto.
Dal versante nord invece salgono la strada che conduce alla baita della SAT Val di Gresta - Gresta Tal, percorso molto adatto anche alle mtb, il sentiero SAT 0678, molto ripido nella sua parte iniziale, e il sentiero SAT 0672 anche molto ripido che parte dall'abitato di Ronzo - Chienis.
Da segnalare anche il sentiero attrezzato SAT 0671 "Senter dele laste" che corre parallelo alla cresta nord superando le placche rocciose nominate in precedenza con l'ausilio di un cordino metallico.

## Località
Fra le località di maggior rilievo troviamo a sud Casa Grigolli che giace sulla strada che va da Corniano a passo Bordala. Troviamo poi proseguendo per la stessa strada, Malga Somator Archiviato il 20 aprile 2021 in Internet Archive., punto di ristoro con fantastico panorama sulla bassa Vallagarina.
Sul versante nord giace l'abitato di Ronzo - Chienis, paese più alto della Val di Gresta incastonato fra Monte Biaena, Monte Stivo e Monte Creino. 

Da segnalare anche la "busa dela giazera" posto molto freddo dove anche l'estate si può trovare neve.

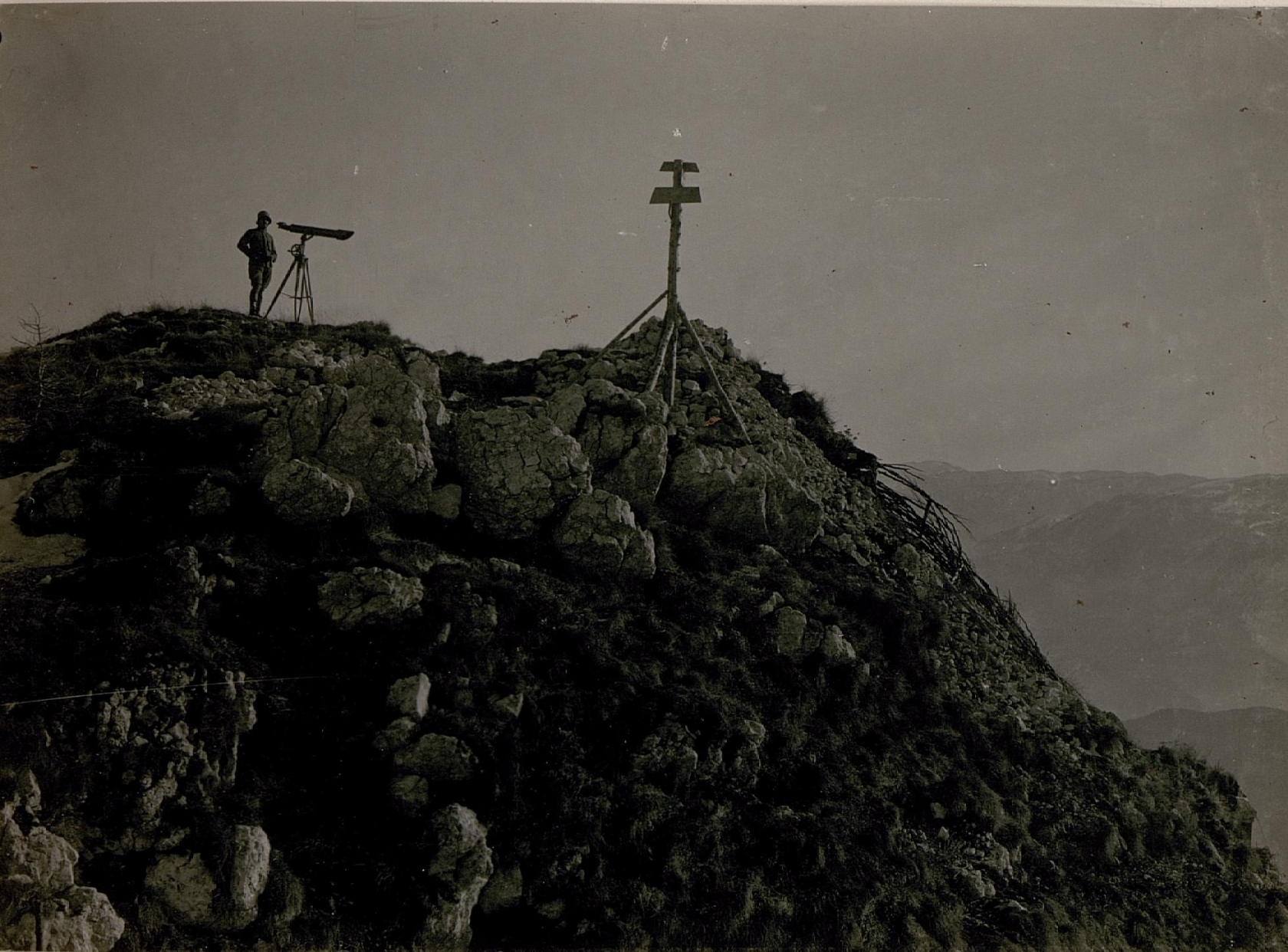
Osservatore austro-ungarico sul Monte Biaena
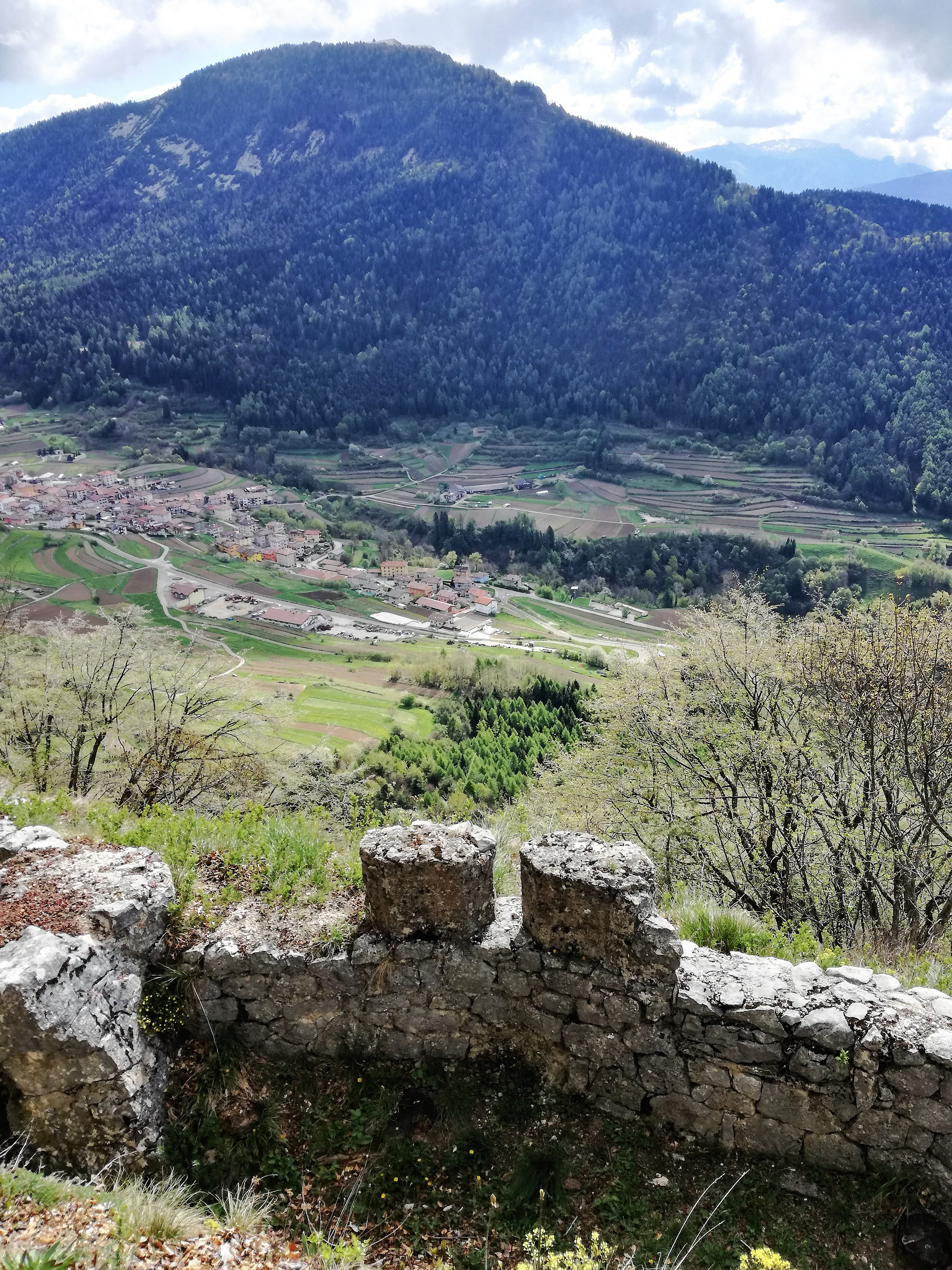
Il Monte Biaena con Ronzo-Chienis dal Monte Creino
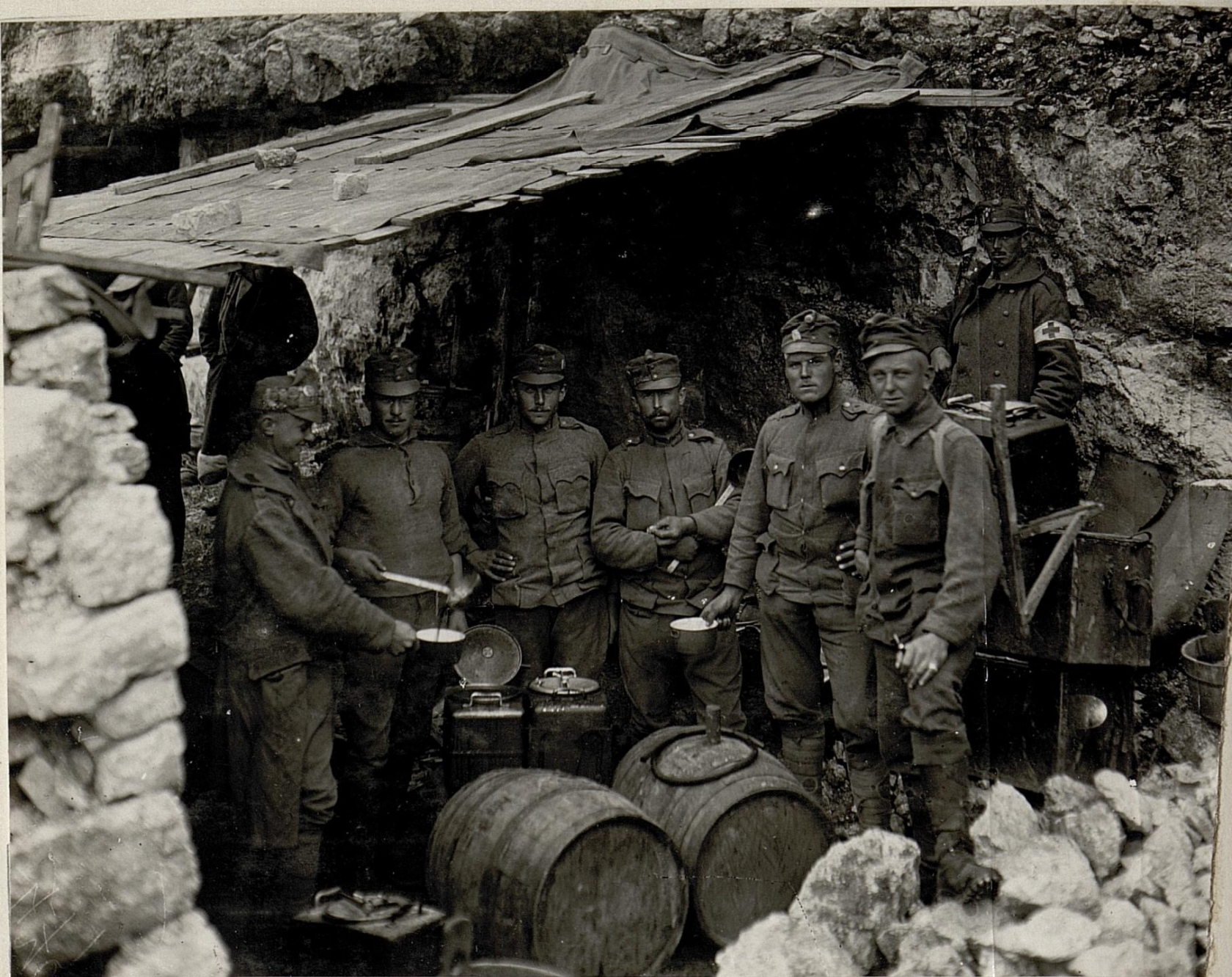
Soldati austro-ungarici durante la distribuzione del rancio sul Biaena